# سيرجيو دي ليه
سيرجيو دي ليه (بالإسبانية: Sergio de Lis)‏ (و. 1986  م) هو راكب دراجة هوائية إسباني، ولد في سان سيباستيان.

## سباقات أو مراحل فاز بها
| التاريخ | السباق | المركز |
| ------- | ------ | ------ |

## روابط خارجية
- سيرجيو دي ليه على موقع الاتحاد الدولي للدراجات (الإنجليزية)
- سيرجيو دي ليه على موقع أرشيف الدراجات (الإنجليزية)
- سيرجيو دي ليه على موقع إحصائيات الدراجات الإحترافية (الإنجليزية)
- سيرجيو دي ليه على موقع نسبة الدراجات (الإنجليزية)
- سيرجيو دي ليه على موقع CycleBase (الإنجليزية)